# 려연구
려연구 또는 여연구(1927년 8월 ~ 1996년 9월 28일)는 조선민주주의인민공화국의 정치인이며 여운형의 둘째 딸이다. 북조선의 최고인민회의 부의장이었다.

## 약력
- 1927년 중국 상하이에서 여운형의 둘째 딸로 태어남.
- 서울 이화여대 중퇴[1]
- 모스크바 대학교 수학[1]
- 1946년 동생 려원구 등과 함께 월북.
- 1979년 조국통일민주주의전선 서기국 부국장
- 1981년 조국전선 서기국장.
- 1982년 제7기대의원
- 1983년 6월 당중앙위 후보위원
- 1984년 6월 조평통 부위원장
- 1986년 5월 조국전선 중앙위 의장
- 1986년 11월 제8기대의원
- 1986년 12월 최고인민회의 상설회의 부의장
- 1989년 3월 범민족대회 대표
- 1989년 5월 제13차 세계청년학생축전 남북회담대표, 녀맹 중앙위 상무위원[1]
- 1990년 최고인민회의 부의장.
- 1990년 5월 최고인민회의 상설회의 부의장 유임
- 1991년 1월 조통연합 북측본부 부의장
- 조선해외동포원호위 부위원장
- 조선의회그룹위원회 부위원장
- 1991 4월 IPU한국대표단과 의견교환
- 1991 5월 日本 「아시아의 평화를 만들기 위한 여성의 역할」심포지엄 참석
- 1991년 11월 서울 「아시아의 평화와 여성의 역할」토론회 대표단장 자격으로 참석, 아버지 묘소 참배와 친지상봉[1]
- 1993년 범민련 북측본부 부의장.
- 1996년 9월 28일 교통사고로 사망.

## 저서
- 《나의 아버지 여운형》

## 같이 보기
- 려원구
- 여운형
- 여운홍